# Глибоцька селищна територіальна громада
Глибоцька селищна територіальна громада — територіальна громада в Україні, у Чернівецькому районі Чернівецької області. Адміністративний центр — селище Глибока.
Площа громади — 91,85 км², населення — 13 326 мешканців (2018) (без Черепковецької с/р).
Утворена в рамках адміністративно-територіальної реформи 2015 року. До складу громади ввійшли Глибоцька селищна рада та Михайлівська сільська рада Глибоцького району, які 10 липня 2015 року ухвалили рішення про добровільне об'єднання громад. А 14 серпня утворення громади затверджене рішенням обласної ради.
7 серпня 2017 року внаслідок добровільного приєднання до громади приєдналася Черепковецька сільська рада.

## Населені пункти
До складу громади входять 1 селище (Глибока) і 8 сіл:
- Димка
- Михайлівка
- Новий Вовчинець
- Опришени
- Слобідка
- Стерче
- Червона Діброва
- Черепківці